# 海因·德波登
海因·德波登（荷蘭語：Hein ter Poorten，1887年11月27日—1968年1月15日）是一位荷屬東印度皇家陸軍將領，最高軍階為陸軍中將，以在1941年10月至1942年3月期間擔任荷屬東印度武裝部隊以及美英荷澳司令部總司令聞名，於荷屬東印度群島戰役向日軍投降，被關押於戰俘營直至太平洋戰爭結束。

## 生平
德波登於1887年11月27日出生於荷屬東印度的茂物，畢業於荷蘭本國的阿爾克馬爾軍官幼年學校與布雷达皇家軍官學校。1908年7月25日，德波登晉升為砲兵中尉，並在之後接觸了航空界，德波登是當時的航空先驅者之一，也是世界上第一位考取國際飛行執照的職業軍人，取得了氣球的飛行執照，也是後來荷印皇家陸軍航空兵的創始人之一，由於其推動荷蘭軍事航空的貢獻，1911年時獲頒了騎士級奧蘭治-拿騷勳章。1919年，德波登於哈勒姆高等戰爭學院深造。
德波登在荷屬東印度皇家陸軍的仕途順利，至1939年時已是陸軍總參謀長。1941年10月，格拉德斯·約翰內斯·貝倫紹中將因飛行事故去世，同為中將軍階的德波登繼承其職務，任陸軍總司令。在當時，德波登被認為是傑出的軍事領袖，對於荷屬東印度的一切事物軍相當熟悉，因此與麾下官兵的關係十分良好，反而與文職政府的關係不太成功。
1942年1月，日本在發起太平洋戰爭後一個月，德波登被任命為美英荷澳司令部的陸軍總司令，指揮東南亞戰區的全部盟軍地面部隊。然而在日軍的猛烈攻勢下，美英荷澳司令部很快便走向崩潰，指揮體制也隨之消失，德波登成了爪哇島全體盟軍事實上的總司令。1942年3月8日，由於荷屬東印度群島戰役的軍事局勢已無法挽救，德波登率軍對日投降，而本人則被俘虜，於戰俘營度過整場戰爭。1945年8月，日本投降後，德波登獲釋並返回荷蘭母國。1946年2月28日，德波登退役。1968年1月15日，德波登於海牙去世。

## 資料來源
1. ↑  Klemen, L. . Dutch East Indies Campaign website. 1999–2000. （原始内容存档于17 July 2012）.
2. ↑  . resources.huygens.knaw.nl. 2013-11-12  [2019-09-06]. （原始内容存档于2019-09-20） （荷兰语）.